# Ekonomisk sociologi
Ekonomisk sociologi är en gren av sociologin som analyserar ekonomiska fenomen med utgångspunkt i sociologiska grundsatser och sociologisk empirisk forskning. Den centrala premissen för ekonomisk sociologi är att ekonomin är en del av, och ett uttryck för, samhället. Således söker ekonomisk sociologi förklara ekonomiska fenomen med samma teorier som förklarar andra sociala fenomen, så som organisationer, konflikter, normer, osv. Ekonomisk sociologi ligger i gränsområdet mellan sociologi och ekonomiska discipliner, som nationalekonomi och företagsekonomi, men är metodologiskt och teoretiskt närmast sociologin. Viktiga ämnesområden inom ekonomisk sociologi är exempelvis hur marknader skapas, effekter av ekonomisk lagstiftning, hur algoritmer påverkar finanshandel och ekonomisk brottslighet. 

## Grenar inom ekonomisk sociologi
Ekonomisk sociologi kan delas in i en klassisk och en samtida gren. Klassisk ekonomisk sociologi fokuserade särskilt på moderniteten och hur kapitalismen bidrog till och påverkades av rationalisering, sekularisering, urbanisering och social stratifiering. Bland de klassiska verken återfinns Max Webers Den protestantiska etiken och kapitalismens anda och Ekonomi och samhälle: förståendesociologins grunder, Georg Simmels Penningens filosofi samt Karl Marx ekonomikritiska verk Kapitalet. På senare år har även Harriet Martineaus Illustrations of Political Economy emellanåt framhållits som en klassiker.
Den samtida, eller moderna, ekonomiska sociologin består av två grenar, en med amerikanskt och en med franskt ursprung, vilka båda formerades under 1980-talet. Den amerikanska grenen, emellanåt omnämnd den "nya ekonomiska sociologin", har sitt ursprung i teorier om hur sociala nätverk fungerar som strukturer i sin egen rätt, vilka påverkar och påverkas av hierarkier (institutioner) och marknader. Bland dess centralgestalter kan nämnas Mark Granovetter, som bl.a. framhöll den idag centrala tesen att sociala strukturer bäddar in ekonomiskt handlande, Harrison White, som visade hur nätverk av företag formerar marknader genom att försöka imitera konkurrenter snarare än att möta potentiella kunders efterfrågan, samt Viviana R. Zelizer, som visade på hur marknaden för barnförsäkringar förändrats efter hand som den kulturella synen på barns värde gått från ekonomiskt värdelösa till ovärderliga. Den "nya ekonomiska sociologin" har i hög grad kommit att studera hur olika ekonomiska institutioner utvecklats politiskt och historiskt. Några ytterligare centralgestalter är Niel Fliegstein, Bruce Carruthers, Monica Prasad och Jens Beckert.
Den franska grenen uppstod något senare mot slutet av 1980-talet. Dess ursprung är mer komplext än den amerikanska grenen, men kan grovt sägas härröra till två intellektuella strömmar. Den första var en motreaktion mot, i första hand, Pierre Bourdieus teorier som framstod som alltför deterministiska. För att förklara hur människor trots sociala strukturer ändå kunde agera i konflikt med dem utvecklades en pragmatistisk sociologi som la stor vikt vid hur kritik och olika former av värdering påverkar mänskligt handlande. Ett av centralverken för den pragmatistiska sociologin är De la justification – Les économies de la grandeur (On Justification: The Economies of Worth) av Luc Boltanski och Lauernt Thévenot. Den andra strömningen hade sitt ursprung främst bland sociologer aktiva inom teknik och vetenskapsstudier, vilka sökte problematisera hur förgivettagna gränsdragningar mellan natur och samhälle samt mellan människa och materiella objekt leder till att vetenskapliga rön skapas, snarare än upptäcks. Inom denna strömning kom Michel Callon att fokusera specifikt på hur förgivettagna fakta om ekonomi aktivt formar, snarare än beskriver, marknader. Några ytterligare centralgestalter inom den franska grenen är Karin Knorr-Cetina, Donald McKenzie, Daniel Beunza och Marion Fourcade.
Även om den amerikanska och franska grenen har distinkta ursprung använder många ekonomiska sociologer teorier och belägg från båda riktningarna. 

## Ekonomisk sociologi i Sverige
I Sverige bedrivs ekonomisk-sociologisk forskning vid Göteborgs universitet, Lunds universitet, Stockholms universitet och Uppsala universitet. Sådan forskning är inte begränsad till sociologiska institutioner utan bedrivs även inom ramen för, bl.a., företagsekonomi. Internationellt utmärker sig Richard Swedberg som den mest namnkunnige svenska ekonomiska sociologen.